# 小行星6585
小行星6585（英語：6585 O'Keefe）是一颗围绕太阳公转的小行星。1984年9月26日，卡罗琳·舒梅克、尤金·舒梅克在帕洛马山发现了此天体。
这颗小行星的绝对星等为60.12664492674357等。